# Papus
Papus (13. července 1865, A Coruña, Španělsko – 25. října 1916, Paříž, Francie), vlastním jménem Gérard Anaclet Vincent Encausse, byl francouzský esoterik, zakladatel Martinistického řádu.
Narodil se v galicijském městě A Coruña jako syn Louise Encausseho, původem z jižní Francie, a Španělky Iñes Perrez-Vierra, v době kdy jeho otec pokoušel prodávat svůj vlastní vynález, Encaussův generátor, místním lékařům. Mělo se jednat o lázeň umožňující transdermální absorpci léčiv. V důsledku obchodního neúspěchu se rodina přestěhovala do Paříže kde Gérard později studoval rétoriku na Collège Rollin, přičemž svá studia nedokončil. Poté bral večerní hodiny lékařství, prošel dobrovolnou vojenskou službou a od roku 1885 se počal zajímat o okultismus, především o dílo Alexandra Saint-Yves d’Alveydre.
V roce 1887 publikoval svůj první článek a to v teosofickém časopise Lotus a v téže době se stal jednou z hlavních osobností lóže Isis vedené Félixem Gaboriau. Následně pak založil vlastní lóži Hermès a časopis L’Initiation (1888) a Le Voiled’Isis (1890) a především Groupe indépendant d’Études ésotériques, brzy přejmenovanou na École Hermétique „Hermetickou školu“, jež představovala svého druhu univerzitu okultismu. Tyto aktivity byly významným mezníkem dobového pronikání esoterismu do veřejného prostoru. V téže době publikoval různé knihy s tématy jako kabala, sanskrt, tarot, homeopatie a okultismus obecně a zabýval se nejnovějšími poznatky lékařské vědy. Přestože jeho odborné znalosti byli povrchní a jeho aktivitám scházela serióznost tak dobře uspokojoval dobovou poptávku po legitimizaci esoterismu skrze vědu a uvedení vědy v soulad s uměním a náboženstvím.
V roce 1891 opustil Teosofickou společnost a založil, respektive podle svých slov obnovil, společně s Augustinem Chaboseau l'Ordre martiniste „Martinistický řád“. Oba zakladatelé tvrdili že skrze „apoštolskou posloupnost“ navazují na řád jež založil Louis-Claude de Saint-Martin. Kromě nedokazatelnosti tvrzení o posloupnosti naráží však jejich prohlášení že de Saint-Martin žádný řád, který by mohl být obnoven, nezaložil. Členy tohoto Martinistického řádu se staly významné osobnosti francouzského esoterismus jako Stanislas de Guaita, Joséphin Péladan nebo René Guénon a jeho pobočky vznikly v Rusku, zemích latinské Ameriky a ve Spojených státech.
Významné byly také jeho aktivity na počátku 20. století, v roce 1901, 1905 a 1906 navštívil na pozvání carské rodiny Rusko, a od roku 1908 byl velmistrem zednářského ritu Memfidy a Mizraimu, v témže roce organizoval Zednářský a spiritualistický kongres v Paříži. Po jeho smrti 25. října 1916 se začal Martinistický řád, držící při sobě především silou jeho charismatické osobnosti, rozpadat na různé frakce.